# Coyu.Live
Coyu.Live（コーユー・ドットライブ）は匿名クラブが運営する日本のバーチャルYouTuber（以下・VTuber）・ゆっくり投稿者・顔出し配信者等によるコミュニティ組織。

## 概要
「もっと、世界が驚くことを」をスローガンとし活動をしている。
『Coyu.Live』という名称は、ライバー同士の相互互助を意味する略語かつ旧名称である『Coyu』に.Liveを付けたものを原型とする。
2019年2月22日に現在のようなライバー互助会としての体制に変更された。本記事ではそれ以降について解説する。

## 歴史

### 名称変更
2019年2月22日に2017年以後凍結状態となっていた『Coyu』ブランドチームの名称を『Coyu.Live』へと変更し、第三期生募集により活動を再開した。

### 通年募集
2020年3月23日より、所属配信者の通年募集を開始し、期生制度を廃止した。

### メンバー加入
2020年4月8日及び2020年4月30日より、第三期生がデビューし、その後も定期的にライバーがデビューする。
同時期に新型コロナウィルス感染症による業務縮小を発表する。また、匿名クラブ所在地移動に伴いCoyu.Liveも福岡から東京へ移動した。
日本ライバー協会に加盟する。

### その後
所属エッセンシャルワーカーに１万円の支援金給付実施や、所属ライバーのグッズ販売、Vtuberグループが加盟するなどの活動を継続する。
ベリーリスト法律事務所と顧問弁護士契約の締結や雑誌制作などの企画を行う。

### ゆっくり茶番劇商標登録問題
2022年5月15日に所属ライバー「柚葉」（登録名：たまゆら）によって『ゆっくり茶番劇』の名称が商標登録が行われる。社会問題化を受け同日に『Coyu.Live』は警告処分を行う。
同年5月20日に無期限会員資格停止を行い、同年6月1日にCoyu.Liveより商標登録の破棄に関する手続きが受理されたと発表された。

## 所属配信者
- 2019年2月22日以前に加入していたメンバー
  - 上永顕理・・・匿名クラブ会長、1期生
  - わさらー・・・匿名クラブ理事長、2期生
- 2020年上半期所属
  - 雪音しぃら
  - らびべあ。
    - 茶乃
    - シキ🐰
    - ギル

  - 点P
  - 花菱ルイス/赤穂進
- 2020年下半期所属
  - しゃどchannel・・・現在活動休止中
  - メロンオネエちゃんねる
  - 本朝沙彌聖明・・・研究生
  - Masapi_K・・・研究生
  - ぴんきー
  - ごとつむり
  - かまぼこ・・・研究生
  - シダちゃん
  - 嘴広ユウ
  - Matyaのゲーム部屋
  - 木兎アウル
  - 月ヶ瀬千紗
- 2021年1月8日
  - ももあめ・・研究生
- 2021年1月12日所属 
  - あおい/ともやす
- 2021年1月26日所属 
  - Laine Wolbert
- 2021年6月3日所属 
  - 暁月和音
  - 氷雪あいね
  - アズリエル=ノイエン=アーシェライト
- 2021年10月19日所属
  - エメラ
  - Rus
  - のらりくらり
  - 笑いの連鎖TV
  - 柚葉 / Yuzuha・・・2022年5月20日に無期限会員資格停止[注釈 2]
  - ビクスン
  - LEVIATHAN
  - 乃眠はるにゃ
  - 抗菌
- 2021年12月7日所属 
  - taka
- 2022年3月7日所属
  - 望月愛
  - 小星梅香
- 2022年3月15日所属
  - ローレンス・アースター(@LawrenceEarther)・・・事務局員
  - みろこ(@mi1989_me)
  - 爆笑イアリー学園【ゆっくり恋愛茶番劇】
  - バールのような者 / ばーるのようなもの
  - メンヘラータム / めんへらーたむ
- 2022年5月27日加入
  - 烏丸みんと
  - lala
  - 小河サラ
  - まっさー🐻🍼
  - ばっさん
  - 木立楓
  - こーちゃ！
  - オラクル隊長
  - 黒龍(blackdragon)
  - 狗噛ルリン
  - 星空モカ
  - 遥香カナタ
  - 月見 想
  - やむちゃ

- 2022年8月26日加入
  - 立直ロンと鏑木ブラン
  - 一条エア
  - 猫川翔湊
  - 三栖しのぶ

- 2022年9月3日加入
  - ノコ
  - 夜舞奏

- 2022年9月4日加入
  - ゆっくりシグ
  - ゆっくりｄ
  - ゆっくりさとぬこ
  - ミツのゆっくりチャンネル！
  - ゆっくりまともなか

- 2022年9月9日加入
  - 姫乃うさぎ

- 2022年9月10日加入
  - 墓兎イリス
  - りゅうくん
  - しゅうた
  - ルギア
  - Rei☆*。
  - NagiRei

- 2022年9月17日加入
  - ゆる（名もなきゆっくり劇場）

- 2022年10月1日加入
  - ところてん Tocoroten
  - ばてのじょう

## 関連団体
- 全国ライブ配信協同組合準備会
- NPO法人バーチャルライツ